# Famille Ameil
Pour les articles homonymes, voir Ameil.
La famille Ameil est une famille française titrée sous le Premier Empire. Elle appartient aux familles françaises titrées subsistantes. 
Elle s'est illustrée principalement dans le domaine militaire.

## Personnalités
- Auguste Jean Ameil (1775-1822), 1er baron Ameil (15 août 1809), général de brigade du Premier Empire. Il est le fils de Gilbert  Ameil (1734-1825), avocat en parlement, et de  Marie-Anne-Victoire Fournier, fille d'un marchand bourgeois de Paris.
- Frédéric Ameil (1810-1886), 2e baron Ameil, général de division de l'armée française, fils du précédent et de Philippine-Charlotte Cleve (1787-1843), issue d'une famille de baillis et de hauts fonctionnaires de la région de Hanovre.
- Marie-Auguste-Emile Ameil (1842-1915), 3e baron Ameil, capitaine au 6e régiment de cuirassiers, chevalier de la Légion d'honneur. Fils du précédent et de Anne-Marguerite-Marie-Bazilice de Rouot de Fossieux (1818-1899), fille d'officier.
- Napoléon Ameil (1857-1926), 4e baron Ameil (1915-1926), chef d'escadron, chevalier de la Légion d'honneur. Frère du précédent
- Auguste Ameil (1886-1936), 5e baron Ameil, lieutenant-colonel commandant le 1er régiment étranger de cavalerie (1936), commandeur de la Légion d'honneur, croix de guerre, fils du précédent et de Marie-Aimée Le Caron de Fleury (1864-1932), fille d'officier.
- Henri Ameil (1906-1997), général de brigade (cavalerie).
- Yves Ameil (1930-2008), 6e baron Ameil, agent de change, fils d'Auguste Ameil et de Jacqueline Millevoye (1895-1979), arrière-petite-fille du poète Charles-Hubert Millevoye ; époux de Danièle Bourdet, fille d'officier.
- Édouard Ameil (1969), 7e baron Ameil, directeur de communication[réf. nécessaire], fils du précédent et de Danièle Bourdet, époux de Céline Ivaldi (1970), fille d'ingénieur.
- Xavier Ameil, né le 7 janvier 1923 est un ancien ingénieur de chez Thomson-CSF qui, notamment avec Jacques Prévost (directeur des ventes de Thomson-CSF en URSS), a permis aux services secrets français (la DST) de faire passer de nombreuses informations provenant de l'agent soviétique Vladimir Vetrov (Farewell) à l'Ouest.

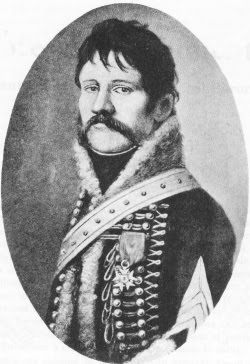
Général Auguste Jean Joseph Gilbert Ameil
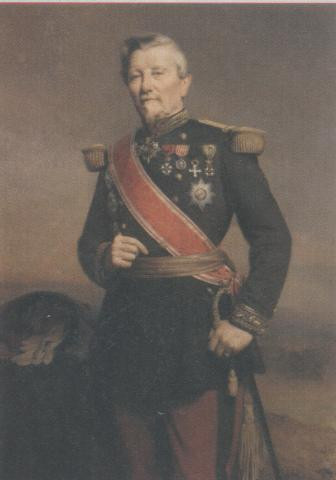
Napoléon Ameil (1810-1886)

## Armoiries
| Figure | Blasonnement |
| ------ | --- |
|        | Sous l'Ancien Régime (Gilbert Ameil en 1696) D'argent à une ruche d'azur |
|        | De l'empire à aujourd'hui Ecartelé : au 1er, d'azur à la harpe d'or ; au 2e, des barons militaires ; au 3e, de gueules au sagittaire d'argent, la tête contournée et lançant une flèche à senestre ; au 4e, de sinople au sauvage armé d'une massue d'or. Livrées : les couleurs de l'écu, le vert en bordure seulement. |